# Kostel Povýšení svatého Kříže (Bystřice)
Kostel Povýšení svatého Kříže v Bystřici je římskokatolický kostel postavený v novorenesančním slohu, kterému předcházel starší dřevěný kostelík Povýšení svatého Kříže z roku 1587, který byl pro svůj zchátralý stav roku 1897 stržen.

## Historie

### Starý kostel

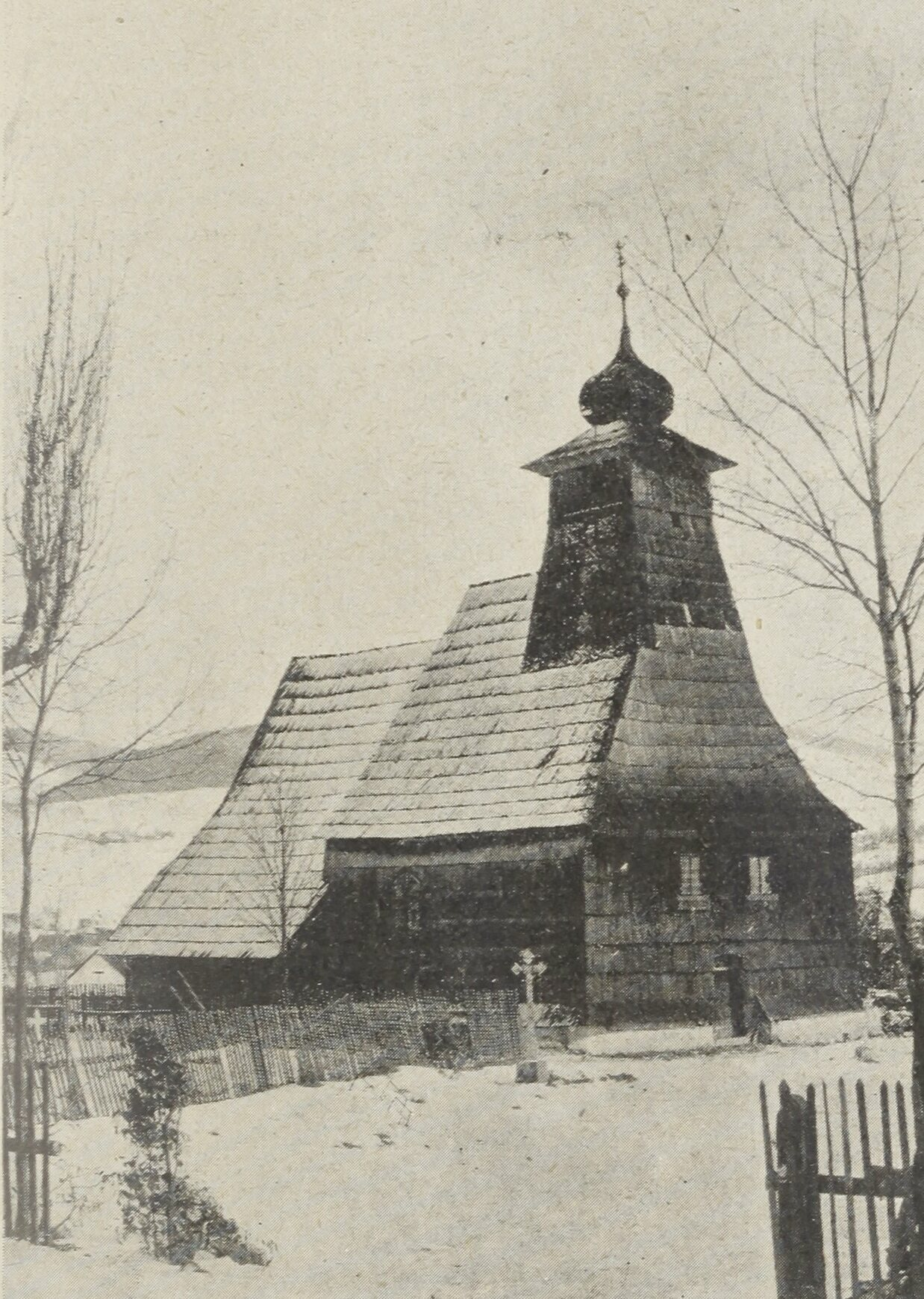
Starý kostel v Bystřici

Počátky zaniklého kostela v Bystřici jsou spojeny s rokem 1584, který je odlit na zachovaném zvonu. Tehdy byla místními evangelíky postavena na bystřickém hřbitově zvonice, v níž byl výše zmiňovaný zvon zavěšen. Samotný kostel byl postaven o tři roky později, v roce 1587. Evangelíci o kostel přišli roku 1654, avšak na kostel se pozapomnělo a při vizitaci v roce 1679 se přišlo na to, že ačkoli kostel slouží katolíkům, nebyl ještě vysvěcen. Vizitátor nicméně uvádí, že pouť se ke kostelu koná v neděli po svátku Povýšení sv. Kříže. V kostele se nacházely dva mimořádně cenné oltáře - jeden z roku 1588, z doby po dokončení kostela, který je dnes v bývalém zámečku arcivévody Bedřicha ve Visle a druhý, o málo mladší, který dnes můžeme najít v novém bystřickém kostele.
Při opravě střechy roku 1748 Vendryňský farář Hackenberg nalezl tajnou schránku s liturgickými předměty ze stříbra, kterou v kostele ukryli místní evangelíci při předávání kostela katolické církvi. Oprava střechy byla zřejmě provedena nekvalitně, protože již roku 1781 strop vlivem zatékání hrozil zřícením a v neutěšeném stavu byly také roubené stěny. Roku 1801 byla dokončena velká rekonstrukce, kterou zaplatila Těšínská komora. Roku 1841 byla stržena sobota (ochoz) okolo kostela a nadále chátral. Kostel byl rozebrán roku 1897.
Kostelík se příliš nelišil od podobných staveb regionu. Věž byla vsazená, podobně jako u nýdeckého kostela a nebyl ani o mnoho větší. Presbyterium bylo, oproti starším kostelům, již zakončeno polygonálně. Celkově stavba náležela renesanci, oproti kostelu gutskému, který ačkoli o málo let mladší, má téměř čistě gotickou formu. Také bystřický kostel byl obehnán sobotou, avšak ta byla stržena roku 1841, kvůli znesvěcení, neboť se zde oběsil místní švec a evangelík Janek Roik. Sobota vzhledem k plánované demolici kostela již nikdy nebyla obnovena.
Poslední mše svatá byla ve starém kostele odsloužena dne 24. ledna 1897 a dřevo obratem prodáno Janu Zawadovi, který si z něj postavil dům č. p. 213 v Bystřici.

### Nový kostel
Již v roce 1896 bylo vydáno stavební povolení na nový kostel, avšak vzhledem k nízkému počtu katolíků v obci se nevybralo mnoho peněz. Stavební rada Albín Prokop proto podal návrh na výstavbu dřevěného kostela namísto zděného a již v zimě 1897 začali farníci z okolních vsí svážet z hor v okolí Jablunkova dřevo. Vzácný starý oltář ze 16. století ze starého kostela nejdříve putoval do sbírek Těšínského muzea, později jej odkoupil arcivévoda Bedřich (známý markýz Gero ze Slezských písní) do kaple svého zámečku ve Visle. Druhý, mladší oltář z roku 1588 v kostele zůstal a slouží jako levý oltář. Nový hlavní oltář z roku 1907 je vyveden v podobném výtvarném pojetí jako oltář levý.
Roku 2023 byly do věže instalovány nové zvony.

### Hřbitov
Kolem bystřického kostela se rozkládá hřbitov, kde byli pochovávání jak katolíci tak i protestanti z Bystřice a Karpentné. Brzy přestal vyhovovat, ačkoli zde místo ještě bylo, ale katolíci nechtěli přepouštět další místa evangelíkům. Proto byl roku 1849 zřízen nový evangelický hřbitov, dnes zvaný po naszymu „stary kierchów“, neboť zakrátko byl přeplněn. Nakonec musela být z katolického hřbitova stejně vyčleněna půda a na ní byl zřízen nynější hřbitov.